# Гвриацкали
Гвриацкали (груз. ღვრიაწყალი) — село в Грузии. Находится в Хашурском муниципалитете края Шида-Картли. Высота над уровнем моря составляет 720 метров. Население — 9 человек (2014).